# Aysenia
Aysenia là một chi nhện trong họ Anyphaenidae.